# Starrcade (1991)
Starrcade '91: The Lethal Lottery fue la novena edición de Starrcade, un evento de pago por visión producido por la World Championship Wrestling (WCW). El evento tuvo lugar el 29 de diciembre de 1991 desde el Norfolk Scope en Norfolk, Virginia

## Resultados
- Marcus Bagwell y Jimmy Garvin derrotaron a Michael Hayes y Tracy Smothers (12:45)
  - Bagwell cubrió a Smothers después de un "Fisherman Suplex".
- Steve Austin y Rick Rude derrotaron a Van Hammer y Big Josh (12:56)
  - Rude cubrió a Hammer después de un "Rude Awakening".
- Dustin Rhodes y Richard Morton derrotaron a Larry Zbyszko y El Gigante (con Madusa) (05:54)
  - Rhodes cubrió a Hayes después de un "Double Dropkick".
- Bill Kazmaier y Jushin Liger derrotaron a Diamond Dallas Page y Mike Graham (13:08)
  - Liger cubrió a Page después de un "Aided Crossbody".
- Lex Luger y Arn Anderson (con Harley Race) derrotaron a Terrance Taylor y The Z-Man (10:25)
  - Luger cubrió a Taylor después de un "Attitude Adjustment".
- Ricky Steamboat y Todd Champion derrotaron a Cactus Jack y Buddy Lee Parker (07:48)
  - Steamboat cubrió a Parker después de un "Diving Crossbody".
- Sting y Abdullah the Butcher derrotaron a Brian Pillman y Bobby Eaton (05:55)
  - Sting cubrió a Eaton adespués de un "Diving Crossbody".
- Big Van Vader y Mr. Hughes derrotaron a Rick Steiner y The Nightstalker (05:05)
  - Vader cubrió a The Nightstalker después de un "Vader Crush".
- Scott Steiner y Firebreaker Chip derrotaron a Arachnaman y Johnny B. Badd (11:16)
  - Steiner cubrió a Arachnaman después de un "Belly to Belly Suplex".
- Ron Simmons y Thomas Rich derrotaron a Steve Armstrong y PN News (12:01)
  - Simmons cubrió a Armstrong después de un "Spinebuster".
- Sting ganó el Battlebowl battle royal (25:10)
  - Sting eliminó finalmente a Lex Luger, ganando el combate.